# Mairwa
Mairwa è una città dell'India di 18.696 abitanti, situata nel distretto di Siwan, nello stato federato del Bihar. In base al numero di abitanti la città rientra nella classe IV (da 10.000 a 19.999 persone).

## Geografia fisica
La città è situata a 26° 13' 60 N e 84° 9' 0 E e ha un'altitudine di 64 m s.l.m..

## Società

### Evoluzione demografica
Al censimento del 2001 la popolazione di Mairwa assommava a 18.696 persone, delle quali 9.834 maschi e 8.862 femmine. I bambini di età inferiore o uguale ai sei anni assommavano a 3.165, dei quali 1.621 maschi e 1.544 femmine. Infine, coloro che erano in grado di saper almeno leggere e scrivere erano 10.068, dei quali 6.319 maschi e 3.749 femmine.